# 彩恋 〜SAI REN〜
『彩恋 〜SAI_REN〜』(さいれん)は中島美嘉の配信限定シングル

## 解説
シングルとしては同年発売の『KISS OF DEATH (Produced by HYDE)』より約8ヶ月振りとなる。
本作は、フジテレビ木曜22時ドラマ『黄昏流星群 〜人生折り返し、恋をした〜』の挿入歌としてのタイアップがついており、ドラマのストーリーに基づいた世界観としてしあげられており、大人の女性の"あらがいがたい運命の恋"に切なくも揺れ動く想いを綴った年月を重ねても変わらない恋愛をする心の内を描いた楽曲となっている。
ドラマの放送後には本作のリリック・ビデオがオフィシャルYouTubeにて公開がなされた。
中島は本作に関して「この曲は中山美穂さんが演じる大人の女性のリアルな気持ちと想いを代弁し、寄り添うような楽曲に仕上がっています。ドラマと共にこの曲を楽しんで頂いて、少しでも多くの方に聞いて貰えたら幸いです。」とコメントを寄せている。

## 収録曲
1. 彩恋 〜SAI_REN〜
作詞：中野久美子 / 作曲・編曲：イケガミキヨシ

## 収録アルバム
彩恋 〜SAI_REN〜
- 『JOKER』
- 『雪の華15周年記念ベスト盤「BIBLE」』